# Der neue Tag (Weiden in der Oberpfalz)

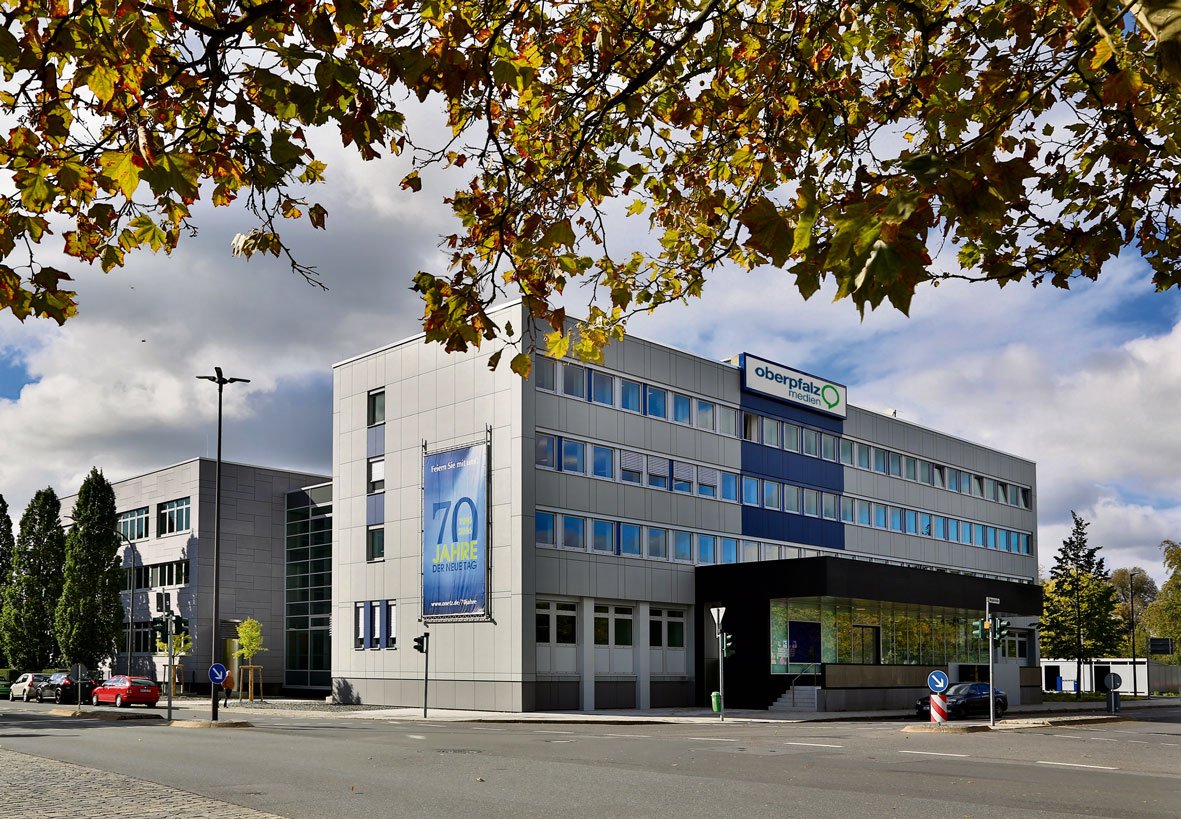
Firmensitz Oberpfalz Medien in Weiden i.d.OPf.

Der neue Tag ist eine regionale Tageszeitung der Oberpfalz Medien mit Sitz in Weiden in der Oberpfalz.
Die Zeitung erscheint mit acht Ausgaben in den Stadt- und Landkreisen Neustadt an der Waldnaab, Amberg, Amberg-Sulzbach, Tirschenreuth und Schwandorf. Die verkaufte Auflage beträgt 57.117 Exemplare, ein Minus von 34,9 Prozent seit 1998.
Zum Medienhaus gehören das Internet-Portal Onetz sowie die Oberpfälzer Wochenzeitung (OWZ). Außerdem ist Der neue Tag am regionalen Radiosender Radio Ramasuri und am regionalen Fernsehsender Oberpfalz TV (OTV) beteiligt.

## Geschichte
Der neue Tag wurde 1946 von Anton Döhler und Victor von Gostomski gegründet. In Amberg erscheint die Zeitung unter dem Titel Amberger Zeitung, in Sulzbach-Rosenberg unter dem Titel Sulzbach-Rosenberger Zeitung.

Titel der Amberger Volkszeitung von 1907

Auf eine lange journalistische Tradition blickt die Amberger Zeitung zurück. Am 1. Juli 1868 als Amberger Volkszeitung vom Regensburger Verlag der Gebrüder Pustet gegründet, begleitet sie seitdem das politische und soziale Leben Ambergs. Die Zeit des Nationalsozialismus brachte der Amberger Volkszeitung 1936 den Verkauf an den NS-Phönix-Verlag, am 1. Januar 1939 den Zukauf der Sulzbach-Rosenberger Zeitung und beiden gemeinsam die Umbenennung in Amberg-Sulzbacher Zeitung. Zum 1. Oktober 1948 übernahm Der Neue Tag die Amberger Zeitung und die Sulzbach-Rosenberger Zeitung.

## Auflage
Der neue Tag  hat wie die meisten deutschen Tageszeitungen in den vergangenen Jahren an Auflage eingebüßt. Die verkaufte Auflage ist in den vergangenen 10 Jahren um durchschnittlich 2,8 % pro Jahr gesunken. Im vergangenen Jahr hat sie um 4,4 % abgenommen. Sie beträgt gegenwärtig 57.117 Exemplare. Der Anteil der Abonnements an der verkauften Auflage liegt bei 82,5 Prozent.
| 1998  | 1999  | 2000  | 2001  | 2002  | 2003  | 2004  | 2005  | 2006  | 2007  | 2008  | 2009  | 2010  | 2011  | 2012  | 2013  | 2014  | 2015  | 2016  | 2017  | 2018  | 2019  | 2020  | 2021  | 2022  | 2023  | 2024  |
| ----- | ----- | ----- | ----- | ----- | ----- | ----- | ----- | ----- | ----- | ----- | ----- | ----- | ----- | ----- | ----- | ----- | ----- | ----- | ----- | ----- | ----- | ----- | ----- | ----- | ----- | ----- |
| 87776 | 87144 | 86622 | 86964 | 85575 | 84637 | 84108 | 85029 | 82524 | 82640 | 81390 | 81027 | 80310 | 78900 | 81300 | 80503 | 77737 | 76346 | 75564 | 73536 | 71755 | 70092 | 68424 | 67414 | 64865 | 61080 | 58418 |

## Presseratsrüge und Hinweis
2008 rügte der Deutsche Presserat die Zeitung wegen Verstoßes gegen den Pressekodex. Sie hatte einen freien Mitarbeiter der Zeitung, der für das Amt des Bürgermeisters kandidierte, über sich selbst und seinen Wahlkampf berichten lassen. Damit verstieß die Zeitung nach Feststellung des Presserats gegen das Gebot der Trennung von journalistischen und anderen Tätigkeiten. Durch eine solche Praxis gerate die Glaubwürdigkeit der Presse in Gefahr.
In seiner letzten Sitzung vor der bayerischen Landtagswahl 2018 erkannte der Deutsche Presserat erneut einen Verstoß gegen das Gebot der Trennung von journalistischen und anderen Tätigkeiten durch die Zeitung. Sie hatte einen freien Mitarbeiter, welcher zuvor für viele Jahre als hauptberuflicher Bürgermeister und Stadtrat tätig war und immer noch aktives Mitglied des dortigen Ortsverbandes seiner Partei ist, über viele Monate hinweg über die Aktivitäten seiner eigenen Partei in der Region, inklusive seines eigenen Ortsverbandes, als auch über diverse Stadt- und Gemeinderatssitzungen in dieser Region berichten lassen. Hierfür erteilte der Presserat in seiner Sitzung am 20. September 2018 der Redaktion einen Hinweis.